# Filologia fińska
Filologia fińska – nauka humanistyczna, kierunek studiów o języku, literaturze, kulturze, historii i dziejach Finów i Finlandii.
Zakres nauki obejmuje między innymi teorię języka, naukę gramatyki, translatoryki i lingwistyki. Dodatkowo filologia fińska zapoznaje z dziełami naukowymi wybitnych Finów i zapoznaje z pracami naukowców fińskich.
Na niektórych uniwersytetach filologia fińska nauczana jest w ramach filologii ugrofińskiej (np. na Uniwersytecie im. Adama Mickiewicza w Poznaniu), lub w ramach skandynawistyki (np. na Uniwersytecie Gdańskim).